# San Bernabé, Michoacán de Ocampo
San Bernabé är en ort i Mexiko.   Den ligger i kommunen Morelia och delstaten Michoacán de Ocampo, i den södra delen av landet, 240 km väster om huvudstaden Mexico City. San Bernabé ligger 2 255 meter över havet och antalet invånare är 284.
Terrängen runt San Bernabé är kuperad åt sydväst, men åt nordost är den platt. Runt San Bernabé är det tätbefolkat, med 493 invånare per kvadratkilometer. Närmaste större samhälle är Morelia, 18,4 km sydost om San Bernabé. I omgivningarna runt San Bernabé växer huvudsakligen savannskog.